# Adelaide City Park
L'Adelaide City Park è uno stadio calcistico di Oakden, sobborgo di Adelaide, in Australia meridionale.
Ospita le partite casalinghe dell'Adelaide City e ha una capienza di 5 500 posti.